# Bataille de Nayaf le 4 avril 2004
Guerre en Irak
La bataille du 4 avril ou bataille de Nayaf est une bataille qui fut menée le 4 avril 2004 lorsqu'un groupe de miliciens de l'Armée du Mahdi a attaqué la base espagnole Al Andalus dans la ville irakienne de Nadjaf.

## Antécédents
Le 21 février 2004 fut conduit une opération conjointe fut menée à Nadjaf pour fermer définitivement les tribunaux islamiques. Au départ, cette opération qui incluait des forces espagnoles, américaines et la police irakienne reposait principalement sur l'action de cette dernière. Mais après une brève réunion des chefs des trois contingents, la police irakienne se désengage de celle-ci. En effet, les hommes de l'unité de police sont à 40 % des sympathisants chiites. Le général nord-américain Ricardo Sanchez propose aux espagnols de conduire tout de même l'opération. Cependant, après une consultation avec Madrid, le ministère de défense leur interdit de poursuivre par crainte des pertes.
À moyen terme, cette décision aurait sensiblement contribué à la dégradation de la situation dans la région. Il semblerait que le refus de l'armée espagnole ait créé des tensions avec l'armée américaine qui aurait conduit une série d'actions contribuant à mettre en péril la paix dans la zone.
Ainsi, le 31 mars, quatre contractors américains furent assassinés dans une embuscade à Falloujah, déchaînant une série de réactions de l'armée des États-Unis qui ont conduit à la capture de l'adjoint de Moqtada al-Sadr, Mustapha Al-Yaqubi, le matin du 2 avril par des forces spéciales. Accusé d'avoir tenu un rôle dans la mort en avril 2003 de l'Ayatollah Sayyed Abdul Majeed al-Khoei, un des principaux promoteurs des droits de l'homme en Irak, un juge irakien a émis un mandat d'arrêt contre Yaqubi, conduisant ainsi à son arrestation. Yaqubi était accusé de mettre en danger la sécurité et la tranquillité des citoyens irakiens. Son arrestation devait renforcer la position de ceux qui pensaient que les criminels devaient comparaître devant un tribunal, montrant ainsi que personne n'est au-dessus des lois.
L'arrestation a eu lieu en même temps que la fermeture d'al-Hawza, un journal de Sadr, la semaine précédente qui avait déchainé, le dimanche 4 une série de déclarations incendiaires de la part d'al-Sadr: "ça n'est pas le moment des manifestations. Pas contre cet ennemi qui idolâtre la terreur et supprimer les opinons des autres en ignorant la volonté du peuple" a-t-il dit en public. "Je vous demande de ne pas manifester parce que c'est inutile et de chercher d'autres voies". "Terrorisez votre ennemi parce que nous ne pouvant pas rester sans rien faire devant ces violences".

## La bataille
Vers 11 h 50 du matin,, les premiers coups de feu se fait entendre dans la ville de Nayaf. La police irakienne qui avait été envoyée pour contrôler la manifestation grandissante en ville avait essuyé des tirs et s'était réfugiée dans la base espagnole Al-Andalus.
La situation ne tarde pas à être hors de contrôle et la base est attaquée aux armes à feu et RPG. Des miliciens tirent sur la base depuis l'hôpital de la ville. Un franc-tireur irakien abat le capitaine américain Matthew Eddy que se trouvait sur la terrasse de la base. 
Ils déploient des blindés moyens à roues dont les mitrailleuses de calibre 12,7 mm présentent des problèmes de fiabilité. Les tireurs d'élite du M.O.E. espagnol prennent position et commencent à identifier leurs cibles. Ces derniers ont observé les insurgés utilisant des enfants pour porter des munitions pour les assaillants.
Les troupes salvadoriennes qui rentrent d'exercices de formation de l'armée irakienne sont obligées de se réfugier dans le commissariat local (qui sert aussi de prison) dans l'attente d'un sauvetage. Ils rendent compte par radio au commandement de la base du fait qu'ils sont encerclés. 
Les blindés espagnols doivent se déployer pour empêcher les insurgés d'entrer dans la base. Néanmoins, les problèmes des mitrailleuses ont obligé les équipages à riposter par les écoutilles.
À la suite de l'attaque générale du camp tout autour de la base et les tirs de mortiers, le commandant ordonne le déploiement des véhicules blindés pour renforcer l'entrée principale. Les attaquants qui tentaient de se cacher derrière des véhicules ou des murs de briques sont abattus à l'aide des canons de 25 mm.
Les tireurs d'élite du M.O.E. localisent le tireur insurgé qui a abattu le capitaine américain et, à l'aide d'un fusil Barrett de 12,7 mm, l'éliminent. Tout au long de la bataille, les tireurs du M.O.E. font 3 autres victimes confirmées. Une fourgonnette tente de forcer l'entrée dans la base mais est immédiatement détruite par les tirs des véhicules blindés. Cette action contribue à faire baisser l'intensité de l'attaque.
Après ces actions, l'attaque sur la base est complètement repoussée et, au fur et à mesure que la situation se normalise, les troupes s'organisent pour aller porter secours à l'unité encerclée dans la prison. À la surprise des Espagnols et sans attendre d'instructions, les troupes salvadoriennes sortent du commissariat à pieds pour aller au secours de leurs camarades encerclés à la prison. À la moitié de l'itinéraire de 2 km, ils tombent dans une embuscade et se font encercler. Complètement entourés et immobilisés, ils sont obligés de combattre au corps à corps. Pendant l'affrontement, le caporal Toloza  tue 8 ennemis au couteau. Le soldat Natividad Méndez qui se bat à la baïonnette est tué. Le reste de l'unité pourchasse les ennemis pour récupérer le corps de leur camarade.
Le commandement espagnol, sur la base Al Andalus, a suivi l'action des salvadoriens. Après avoir réalisé la criticité de la situation, le colonel Alberto Asarta envoie une section sous le commandement de l'enseigne Guisado. Ce dernier dirige les troupes de secours, mais elles sont ralenties par des tirs des insurgés depuis les toits et les fenêtres des rues qu'ils doivent utiliser. Quelques minutes plus tard, une section de blindés à roues sortit pour soutenir les troupes salvadoriennes qui étaient bloquées dans les rues, élimine les menaces et les couvrent aux passages à niveau et aux carrefours.
La section de blindés réalise 2 traversées de Nayaf. La première pour évacuer un mort et deux blessés graves de la prison et la seconde pour former un convoi et assurer la protection aux véhicules de l'unité de Salvadoriens.
Les pertes alliées sont au nombre de 3 (un soldat salvadorien, un allié irakien et un capitaine américain) et environ 250 du côté des insurgés.
Le colonel Asarta, le sous-lieutenant Guisado et le sergent Vergara recevront pour cette action la Croix de l'Ordre du mérite militaire.

## Unités impliquées
- Companie B - 711th Signal Battalion, avec sa QRF (Quick Reaction Force)
- Police Militaire de la 503 rd Military Police Brigade (Airborne)
- Bataillon Xatruch de l'Armée de terre du Honduras
- Batallón Cuscatlán de l'Armée salvadorienne
- Peloton du Régiment de cavalerie «Farnesio» n°12 de l'Armée espagnole
- Section du Régiment d'Infanterie Mécanisée «Savoie» nº 6 de l'Armée espagnole
- Groupe de tireurs d'élite du Commandement des opérations spéciales espagnol
- 8 hommes de Blackwater USE Security.

## Renforts
- Équipe FAC du 4th ANGLICO.
- 1 ODA du 5th Special Forces Group.
- Groupe de Soutien Aérien Ligthning 27 (USAF)
- 3 hélicoptères MD-530F Little Bird de Blackwater, membres de l'escorte personnelle de Paul Bremer
- 1 "slice" d'hélicoptères AH-64Apache
- 1 NOE (Unité d'Opérations Spéciales) du GOE-XIX Maderal Oleaga
- Section du RCLAC Farnesio, compagnie du RIM Saboya

## Controverse
L'un des principaux points de controverse est le nombre élevé de victimes civiles et la nature des manifestations qui ont commencé le matin.
La CPA a diffusé la note de presse suivante :
"CJTF-7 Public Affairs BAGDAD, Irak. 4 avril de 2004. Attaque sur des forces de la Coalition à Camp Golf, An Najaf :
Un grand nombre d'hommes, dont beaucoup vêtus de noir, ont attaqué une base de la Coalition avec des tirs d'armes légères aujourd'hui à An Najaf. Les forces de la coalition, notamment des avions de l'Armée de l'air et des hélicoptères de combat de l'armée, ont répondu à l'attaque. Plusieurs soldats de la Coalition ont été blessés. Aucun commentaire sur leur statut ".
Les autorités de la Coalition ont également indiqué que les informations concernant des centaines de victimes parmi les civils étaient "incorrectes". "Tout commentaire selon lequel les Espagnols ont ouvert le feu sans discrimination sur des civils lors d'une manifestation pacifique est incompatible avec ce que nous avons vu sur le terrain", a déclaré un responsable. Ce matin, l'administrateur de la coalition Paul Bremer III a déclaré que les Irakiens avaient gagné la liberté de manifester mais "cette liberté doit être exercée pacifiquement", selon les déclarations de la CPA. "Ce matin, un groupe de personnes à Najaf a franchi la ligne et s'est tourné vers la violence. Cela ne sera pas toléré par la Coalition, il ne sera pas toléré par le peuple irakien, ni ne sera toléré par les troupes de sécurité irakiennes. "
L'autre problème est l'attitude des troupes espagnoles pendant la bataille qui ont été accusées par certains éléments des armées salvadoriennes et américaines de passivité au cours de cette action. Álvaro Colomer, dans sa nouvelle "Alors qu'il traversait la vallée de la mort" (Random House, 2017), aborde ces controverses et donne une version des événements basée sur des entretiens avec des combattants de tous les pays impliqués.

## Publication des registres de guerre par WikiLeaks
Le 22 octobre 2010, WikiLeaks a publié les soi-disant journaux de guerre en Irak, issus de nombreux dossiers militaires du Département américain de la Défense. Parmi les nombreux documents, il y a des documents qui reflètent la violence de la bataille du 4 avril 2004 à Najaf, la plus grande confrontation des militaires espagnols contre la milice chiite. Dans la nuit du 3 avril, Mustafa al Yaqubi, lieutenant de l'ayatollah chiite Moqtada al-Sadr, fut arrêté par les forces de la coalition internationale, provoquant une série d'attaques. L'arrestation dont les commandants espagnols n'étaient pas informés a déclenché un grave désaccord avec l'armée américaine, alors que l'on savait déjà que le président nouvellement élu José Luis Rodríguez Zapatero se préparait à respecter l'engagement électoral de retirer les troupes espagnoles d'Irak qui avaient été envoyées. sous le gouvernement de José María Aznar dans le cadre des accords du Trio des Açores. Les Espagnols ont eu deux blessés mais à partir de là et jusqu'au retrait complet, le 21 mai 2004, l'armée espagnole a dû faire face à une véritable situation de guerre au lieu de la définition de «mission de paix» pour laquelle elle avait théoriquement été envoyé.